# Hrádek (Vyskeřská vrchovina)
Hrádek (314 m) je neoficiální název vrchu v okrese Jičín, v Českém ráji. Leží při jižním okraji obce Mladějov na jejím katastrálním území.

## Popis

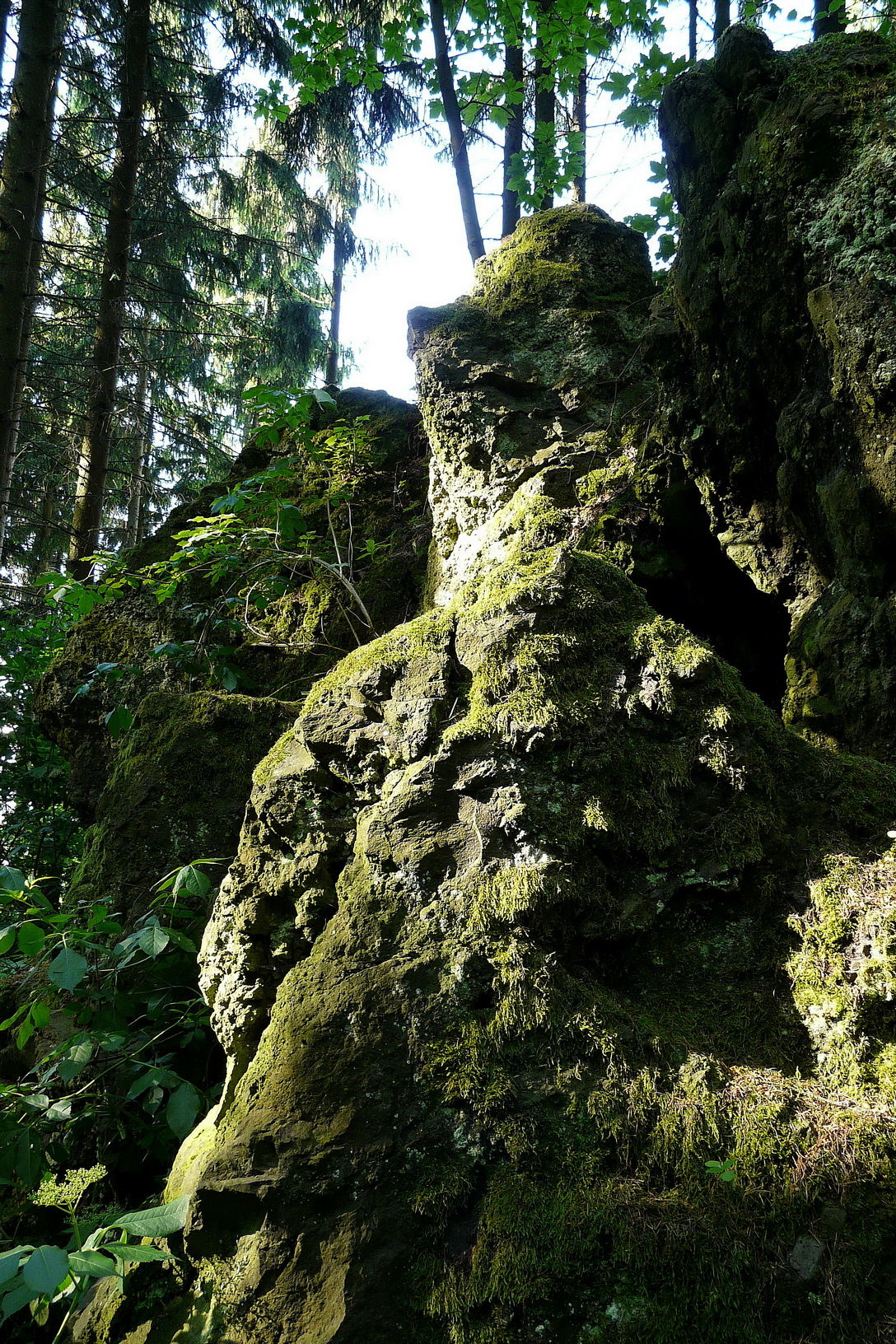
Brekciové skalky lomu

Je to suk ve tvaru hřbítku protaženého ve směru západ – východ. Je tvořený pronikem bazanitu (čedič) a brekcie skrz obal svrchnokřídových zpevněných sedimentů (jílovec, slínovec, prachovec). Vrch ze tří světových stran obtéká říčka Žehrovka. Kromě severního svahu, který je zastavěn, je vrch zalesněn, a to smíšený lesem.
Vrch je součástí vulkanicky podmíněného pásu, který pokračuje na západ přes údolí Žehrovky Mladějovskou horkou (363 m) a na východ vede ve formě hřbetu až k vrcholu Velké hůry (458 m n. m.).
Na západním svahu Hrádku je opuštěný lom, jenž odkrývá systém žil bazanitu, které pronikají vulkanickou brekcií. Žíly mají převážně směr V–Z až VSV–ZJZ a tvoří i již zmiňovaný hřbet. Je možné, že Hrádek tvoří výplň přívodní dráhy dávné freatomagmatické erupce (diatremu).

## Geomorfologické zařazení
Geomorfologicky vrch náleží do celku Jičínská pahorkatina, podcelku Turnovská pahorkatina, okrsku Vyskeřská vrchovina, podokrsku Prachovská pahorkatina a Střelečské části.

## Přístup
Automobilem se dá nejblíže dopravit do Mladějova nebo Lovče. Tato sídla spojuje červená turistická značka. Pěšky ze směru Mladějov překonat Žehrovku po můstku a zahnout na jih kolem řídké zástavby. Na vrchol nevede žádná cesta.